# 克莉絲汀·阿奎萊拉
克莉絲汀·瑪莉亞·阿奎萊拉（英語：Christina María Aguilera，1980年12月18日—），美國女歌手、詞曲作家、演員及電視名人。她坐擁7座葛萊美獎、2張告示牌冠軍專輯和5首冠軍單曲。
克莉絲汀1998年主唱迪士尼電影《花木蘭》的主題曲〈心湖倒影〉後與RCA唱片公司簽約，1999年發行同名出道專輯，並以新人之姿獲得3首冠軍單曲：〈瓶中精靈〉、〈少女情懷〉及〈來到我身邊〉。克莉絲汀的首張專輯在美國售出900萬張，並使她於2000年贏得葛萊美獎最佳新人。
2001年為電影演唱主題曲〈果醬女郎〉（featuring 莉兒·金、美雅和紅粉佳人），在全球賣出超過500萬張，為該年度最大賣的單曲，也在隔年贏得葛萊美獎最佳流行對唱。
2002年推出第二張英文專輯《裸》，全球銷量超過1200萬張。專輯中發行了多首大熱單曲包括：〈下流〉（featuring 紅人）、〈美麗的〉、〈心聲〉、〈不能打壓我們〉（featuring 莉兒·金），以及該年度NBA主題曲〈愛的鬥士〉。其中〈美麗的〉令克莉絲汀贏得葛萊美獎年度最佳流行女歌手及提名年度歌曲，《裸》則提名年度專輯。
2006年推出第三張英文專輯《天生歌姬》，推出首周在美國、英國、日本、加拿大、台灣、德國、澳洲等15個國家/地区取得第一位。單曲〈非你莫屬〉令克莉絲汀再次贏得葛萊美獎年度最佳流行女歌手，《天生歌姬》也再度提名年度專輯。單曲〈甜心寶貝〉令克莉絲汀於下一年再度提名葛萊美獎年度最佳流行女歌手。
2010年推出第四張英文專輯《超·未·來》，首波主打單曲為〈激情變身夜〉。同年，首次主演的電影歌舞劇《舞孃俱樂部》上映，電影和原聲帶在世界各地都取得榜首位置，是近年歌舞類電影之冠，電影原聲帶在全球售出超過100萬張，票房已超越1億美元。
2011年克莉絲汀以高達1300萬美元獲邀成為電視選秀節目《The Voice》的巨星評判和導師。同年推出和樂隊魔力紅合唱的〈傑格舞步〉成為年度第2賣的歌曲，截至2014年該單曲在全球下載超過1500萬次，成為全球最佳銷量數碼單曲第5位，也使她在2012年獲得一項葛萊美獎提名。2013年和樂隊A Great Big World合唱的〈Say Something〉剛推出便取得多國流行榜榜首，該單曲使她在2014年再次贏得一項葛萊美獎。2018年推出睽違六年的個人專輯《解放》（Liberation），其中與黛咪·洛瓦托合作的單曲〈Fall In Line〉及與GoldLink合作的單曲〈Like I Do〉再次提名葛萊美獎。
2020年克莉絲汀為迪士尼電影《花木蘭》真人版再次主唱主題曲〈Loyal Brave True〉及重新演繹1998年花木蘭卡通版電影的主題曲〈心湖倒影〉。
克莉絲汀被譽為“時代之聲”（Voice of a Generation），音域達4個8度，其富有個人特色的作品和多變的表演風格使她成為人們崇拜的“流行公主”之一，影響了許多後輩如女神卡卡、麥莉·希拉、黛米·洛瓦托等藝人。克莉絲汀的歌唱生涯中一共獲得7座葛萊美獎，以及唯一一位美國女歌手的身份獲頒拉丁葛萊美獎（至今已獲得2座），並在好萊塢星光大道擁有一顆屬於自己的星。截至目前為止，克莉斯汀生涯中所推出的6張個人專輯已於全球售出超過7千5百萬張，合計單曲等銷量全球已售出超過1.2億張唱片。2009年，《滾石》的100位史上最偉大的歌手名單中克莉絲汀位列第58，是榜單中唯一低於30歲的歌手。《告示牌》將克莉絲汀列為2000年代最暢銷和取得重大成功的藝人之一。2013年，《時代》把克莉絲汀列入世界上100位最具影響力的人物榜單。
除了音樂事業外，克莉絲汀也積極參與各種社會議題如人權、言論自由、同性戀平權等並成為聯合國大使協助世界糧食計劃署的籌款工作。

## 生平

### 家庭背景及早年生涯
克莉絲汀出生於紐約的史泰登島，但她是在賓夕法尼亞州的阿勒格尼县長大的。在世界各地（美國德克薩斯州、日本等）居住過後，參加了一個名為North Allegheny School District的團隊。克莉絲汀的父親法斯托·瓦格納·賽維爾·阿奎萊拉（Fausto Wagner Xavier Aguilera）是美國軍人，出生於厄瓜多爾的瓜亞基爾，19歲移居史泰登島。母親沙莉·洛林·菲德勒（Shelly Loraine Fidler），是來自匹茲堡的西班牙語教師和小提琴演奏家，克莉絲汀的母親有四國血統；克莉絲汀的外祖父有德國血統，外祖母則有愛爾蘭、英國和荷蘭血統。
克莉絲汀在6、7歲前與父母住在一起，而後父母離婚。母親將她和妹妹瑞秋（Rachel）帶到了匹兹堡的外祖母家。據克莉絲汀和她母親稱，她的父親是一個控制欲很強的人，也有生理和心理虐待的行為。這些在克莉絲汀的歌曲如《裸》中的"I'm OK"和《天生歌姬》中的"Oh Mother"能反映出來。離婚後，沙莉與一個名為吉姆·科恩（Jim Kearns）的軍醫結婚，更名為沙莉·科恩（Shelly Kearns）。
克莉絲汀的外祖母是第一個發現她聲樂天賦的人。克莉絲汀在還是小孩子時就想成為歌手，於是自小就在街區派對和技能比賽上表演，這為她贏得了機會。很快地，媒體注意到她，稱她為「擁有成熟嗓音的小女孩」。
透過VH1電視臺的節目《Driven》，她最終被廣泛熟知。當參賽者知道他們的對手將是克莉絲汀·阿奎萊拉時，很多人立刻棄權，並提醒留下的人說：「這無疑是羊入虎口」。她的同齡人很快便對她產生了嫉妒，經常對其奚落和嘲笑。有一次在體育課上，甚至有人想要襲擊克莉絲汀，其它像是刺破家車輪胎等破壞事件也不斷在她周圍發生。最終按照克莉絲汀的意思舉家遷居，並在下次的大好機會出現之前隱藏實力。
1990年3月15日，克莉絲汀出現在《Star Search》，演唱了艾拉·費茲潔拉的歌曲"A Sunday Kind of Love"，但是沒有取得勝利。在《Star Search》失敗後不久她回到家，又和賴瑞·里克特（Larry Richert）一起出現在匹茲堡電視臺的早安節目裏，再次演唱同一首歌後，又演唱了當時剛出道的玛丽亚·凯莉首支單曲"Vision of Love"，受到廣泛關注和讚揚，特別是唱起玛丽亚·凯莉標誌性的哨音。人們說這個10歲的小女孩的哨音「聽起來像20歲」。
在匹茲堡度過童年後，克莉絲汀在匹茲堡的籃球、足球、橄欖球比賽之前演唱美國國歌。她進入娛樂圈的重要一步則是1993年加入迪士尼頻道的綜藝節目《米奇俱樂部》。同期加入的還有布蘭妮·斯皮爾斯、贾斯汀·汀布莱克、傑西·契西（JC Chasez）、雷恩·葛斯林、凯莉·罗素及後來成為風尚合唱團（En Vogue）成員的羅納·班尼特（Rhona Bennett）。根據當時的紀錄片《Driven》，克莉絲汀在米奇俱樂部的同伴都稱她為「歌后」，以演唱惠特妮·休斯顿的"I Have Nothing"尤為著名。
克莉絲汀在14歲時錄製了首支歌曲"All I Wanna Do"，這首和日本歌手中西圭三二重唱的歌曲，很快便引起了轟動。
1997年，她代表美國參與《Golden Stag Festival》，演唱了谢里尔·克罗和黛安娜·羅絲的歌曲。

### 1998年—2001年：《克莉絲汀·阿奎萊拉》、《拉丁情懷》及《戀戀祝福》
克莉絲汀在1998年被挑選主唱迪士尼動畫電影《花木蘭》的主題曲"心湖倒影"，這首歌曲是在日本錄製的。克莉絲汀因著這首歌曲在一周內得到了RCA Records的唱片合約。"心湖倒影"停留在成人單曲榜的頭20名，並獲得金球獎最佳原創歌曲的提名。
克莉絲汀在1999年8月發行首張同名專輯《克莉絲汀·阿奎萊拉》，甫推出即登上告示牌專輯榜和加拿大專輯排行榜的榜首。在美國有900萬的銷量，全球有超過1700萬的銷量。專輯中的單曲"瓶中精靈"、"少女情懷"和"來到我身邊"於1999年至2000年間在告示牌單曲榜得到榜首位置，翻唱自All-4-One的歌曲"芳心歸處"亦登到#3。克莉絲汀因首張專輯在第42屆格林美獎贏得了最佳新人。
2000年，克莉絲汀趁著拉丁流行音樂的趨勢，在9月12日推出了首張西班牙語專輯《拉丁情懷》強調她有的拉丁血統。這張專輯包括了一些首張專輯中歌曲的西班牙語版本，亦有全新的西班牙語歌曲。這張專輯登上了告示牌200大第27位，以及登上拉丁專輯榜冠軍。克莉絲汀也以此專輯在2001年拉丁格林美獎上贏得最佳流行女歌手專輯獎。《拉丁情懷》在全球售出了210萬張，在美國被認證有金唱片銷量（50萬）以及在RIAA的Los Premios de Oro y Platino program下證明有3白金唱片（60萬張拉丁專輯） （页面存档备份，存于）。專輯其中一支單曲"Falsas esperanzas"於阿根廷登上了頭40名。克莉絲汀亦在同年10月24日推出了一張名為《戀戀祝福》的聖誕專輯，立即登上了專輯榜的#28，全球更售出了130萬張，在美國被認證了有白金唱片銷量（100萬）。 （页面存档备份，存于）年底克莉絲汀獲瑞奇·馬汀邀請在他的專輯《Sound Loaded》合唱"Nobody Wants to Be Lonely"一曲。這首歌曲在英國和德國流行榜有前五位的成績，美國亦有頭20位，在加拿大、瑞士和澳洲則是得到頭40位。
2001年，克莉絲汀與莉兒·金、美雅和粉红佳人被挑選一同錄製電影《紅磨坊》原聲帶中的一首歌曲─翻唱來自佩蒂·拉貝爾1975年的作品"Lady Marmalade"。這首單曲一推出即大熱，在美國單曲榜連續五星期得到第一位，在11個國家亦得到了第一，並使四位歌手在第44屆格林美獎中得到了最佳流行樂合唱歌曲。
2001年市面的唱片店上出現了一張叫《Just Be Free》的單曲，這是克莉絲汀大約在15歲時錄製的其中一首樣本唱片。當RCA Records發現了這張單曲，他們呼籲樂迷不要購買。德國當局亦全面回收了所有的單曲。多月過後，獨立音樂廠牌Warlock Records準備好發行《赤子精靈》專輯，收錄克莉絲汀過去錄製過的樣本唱片。克莉絲汀在5月對Warlock提出違反合約的訴訟，認為這張專輯不該公諸於世。後來這張專輯仍在2001年8月推出，封面是克莉絲汀在15歲時的照片。
雖然克莉絲汀出道的首張專輯十分暢銷，但她本人並不滿自己的音樂路線和形象受到經紀公司的控制，以及被標上為泡泡糖音樂歌手，因為該音樂類型趨向年輕偶像，這並非是克莉絲汀喜歡的類型。於是她在2001年公開宣佈她已計劃下一張專輯，新專輯會更有深度、耐聽和更有詞意。
史提芬·寇仕（Steve Kurtz）是克莉絲汀的經理人，但影響歌手的創造性和給予過多的日程安排導致克莉絲汀終止他的管理合約。2000年10月，克莉絲汀向史提芬·寇仕提出違反誠信責任的訴訟，包括了不正當、過度和不適當的日程影響她的私人活動，並且欺騙。根據法律文件，史提芬·寇仕沒有保護她的權利和利益，克莉絲汀訴請加利福尼亞勞方委員會使合約無效。終止了史提芬·寇仕的合約後，Irving Azoff成了她的新經理人。

### 2002年—2003年：《裸》
克莉絲汀的第二張英語專輯《裸》在2002年10月29日推出。在製作這樣的一張專輯之前，克莉絲汀曾和為她製作首張專輯的金牌製作人Ron Fair有過一次長談，當克莉絲汀表明了自己將要製作這樣一張唱片的決心之後，Ron氣得認為她簡直是瘋了。《裸》中幾乎所有歌曲克莉絲汀都參與了編寫，曲風包含了節奏藍調、福音音樂、靈魂樂、民謠、流行搖滾、嘻哈和爵士樂。伴隨著這張專輯的發行，克莉絲汀也一改往日鄰家女孩般的清純形象，轉以性感的一面示人。她為《美信》、《滾石雜誌》、《柯夢波丹》等雜誌拍攝了很多照片，其中有很多是半裸或者全裸的，但是她否認這是出於宣傳的需要，克莉絲汀認為比起過去那種世人眼中她清純的模樣，這種性感的形象更符合她的性格。克莉絲汀並自稱為"Xtina"，說明這是「自己黑暗一面的反映」。
這樣粗野的形象在美國為克莉絲汀帶來了一些負面的影響，特別是在《裸》專輯首支單曲"下流"的音樂錄影帶推出之後。因影片出現了很多具有性暗示的畫面，而克莉絲汀在其中的裝扮也十分性感和具有煽動性，在其中的一段畫面她只穿了一件很小的胸衣和短褲。正如她所講的那樣：「我喜歡我自己的路，這是我釋放自己性感的方式。」有關《下流》音樂錄影帶的另外一則新聞，是該錄影帶在泰國被禁止播出。這是因為在錄影帶中一張海報上的文字在泰文當中具有污辱性的意思，但是錄影帶的製作人表示對此並不知情。由於被認為對泰國人民進行了攻擊，克莉絲汀因此被禁止進入泰國。一些流行音樂明星如夏奇拉、潔西卡·辛普森和凱莉·奧斯本都對這支錄影帶進行過強烈的批評，但是克莉絲汀在回應時指出：「也許我是在裏面露出屁股的那個女孩，但是如果你仔細看清楚的話就會明白，我是整個音樂錄影帶的主角。我不是那種說唱錄影帶裏可有可無的小角色。整個錄影帶以我為主，其他的一切都只起一個輔助作用。就像它所反映出來的那樣，這是作為一個藝術家的標準。」當《下流》的音樂錄影帶在MTV成了一首大熱歌曲時，在美國流行榜的成績則令人失望。
第二支單曲"美麗的"成為了電台熱門歌曲，克莉絲汀憑著此曲在第46屆格林美獎音樂頒獎禮奪得了最佳流行女歌手獎。之後的三支單曲：NBA2003年季後賽的宣傳曲目"愛的鬥士"、"不能打壓我們"(featuring 莉兒·金)和"心聲"在往後的兩年相繼推出，而且大受歡迎，使得這張專輯在往後兩年仍留在流行榜上。《裸》停留在美國和英國專輯流行榜直到2004年，且在美國被認可為四白金唱片，在告示牌的年終專輯排行榜得到第十位。最終《裸》在全球售出超過1200萬張，在這張專輯於全球崛起的同時，也標誌著克莉絲汀大量流失了她事業初期擁有的支持者群。另外，《美國偶像》第一季冠軍凱莉·克萊森的第二支單曲《Miss Independent》是由克莉絲汀在創作《裸》的歌曲期間寫的。 （页面存档备份，存于）
2003年6月，克莉絲汀參與了賈斯汀·提姆布萊克的專輯《Justified》在美國的巡迴演唱，在美國這部分的巡迴演唱稱為《Justified & Stripped 巡迴演唱會》。其中在8月份新澤西州大西洋城的燈架突然倒塌，導致演唱會主辦單位必須要重新整修舞台設備。所以接下來的演唱會行程全部順延，演唱會行程因而被延遲了一星期，有部份演唱會被迫取消了。在2003年所餘下的四分之一時間，克莉絲汀離開了賈斯汀，繼續進行國際巡迴演唱會，並把巡迴演唱的名稱更改為《Stripped》。她亦把頭髮染成黑色。《Stripped》是該年最賺錢的演唱會之一，幾乎場場爆滿。並被滾石雜誌讀者評為年度最佳演唱會。
巡迴演唱成功後，另一場美國的巡迴演唱定了在2004年頭開始，而且有新的主題和新的歌手Chingy任開場嘉賓。但這場巡迴演唱計劃廢棄了，因為克莉絲汀的聲帶在演唱會開始前受到損害。
在2003年8月的MTV音樂錄影帶大獎上，克莉絲汀、布蘭妮·斯皮爾斯以及麥當娜有一段合作的演出，其中有一段是當麥當娜在演唱歌曲《Hollywood》期間，分別與克莉絲汀及布蘭妮接吻。
整個2003年間，克莉絲汀被時裝品牌范思哲選作代言人。

### 2004年—2006年：《裸》過後的活動及改變
克莉絲汀決定再轉變成較為成熟的形象，此舉比起以往贏得更多稱讚，一篇文章更以大字標題寫「由粗野轉為經典」。她也把頭髮染成櫻桃金色且為Mercedes-Benz廣告錄製了一首歌《Hello》，成為Mercedes-Benz的代言曲。不久後，她為配合一身瑪麗蓮·夢露的打扮染金和剪短了頭髮；她被認為是將1920至1940年代的好萊塢華麗風潮帶回現代的提倡者之一（還有蒂塔·萬提斯、關·史蒂芬妮、艾希莉·賈德等）。
2004年美國總統選舉前夕，克莉絲汀出現在告示牌廣告「只有你自己才能使自己沉默」的線上投票廣告Declare Yourself。在廣告中克莉絲汀的嘴巴被縫起來，以象徵不投票的影響。她出現在歐普拉·溫芙蕾秀中探討投票的重要性。
2004年夏天克莉絲汀推出了兩支單曲：一首是重新製作來自Rose Royce的迪斯可歌曲"Car Wash"，該曲是蜜西·艾莉特為卡通電影《鯊魚黑幫》合唱的主題曲；第二首是為尼力在他的專輯《Sweat》中歌曲"Tilt Ya Head Back"獻聲。這兩支單曲在美國並不暢銷，但在全球各地的銷量都比美國好。克莉絲汀一直延期推出的首張巡迴演唱會DVD《Stripped Live in the UK》在2004年11月面世。同年12月底她亦正式推出了自己的品牌香水Xpose，只在部份歐洲國家販售。
2005年8月，克莉絲汀在爵士歌手賀比·漢考克的專輯《Possibilities》中獻聲"A Song for You"一曲，此曲也使她和賀比·漢考克獲第48屆葛萊美獎最佳流行合唱歌曲的提名。克莉絲汀回到她出身的米老鼠俱樂部，為迪士尼樂園開幕五十週年紀念獻唱《When You Wish upon a Star》。2006年1月，克莉絲汀與安德烈·波伽利在他的專輯《Amore》中合唱歌曲"Somos Novios"。
2006年3月，克莉絲汀與歐洲電話網絡公司Orange簽約，她要為Orange宣傳以及代言歐洲新推出的Sony EricssonWalkman電話。她在5月與黎巴嫩歌手Elissa和韓國流行歌手Rain為百事可樂拍攝廣告。該廣告在2006年世界盃足球賽期間播出。
克莉絲汀在2006年5月為《GQ》雜誌裸身拍攝瑪麗蓮·夢露式的照片；她亦在訪問時表示對她的偶像瑪麗亞·凱莉失望：「她對我來說一點也不酷。原因是有一次我們去派對，我想她是喝醉了，對我說了不好聽的話。」對此凱莉回應：「這真令人難過又可以預料，她這次會用我的名字製造新聞來宣傳自己。」之後克莉絲汀發表正式聲明：「我之前說那些話的目的不是想令瑪麗亞不快或舊事重提，我是十分尊重她的。」

### 2006年—2009年：《天生歌姬》與《精靈神話》

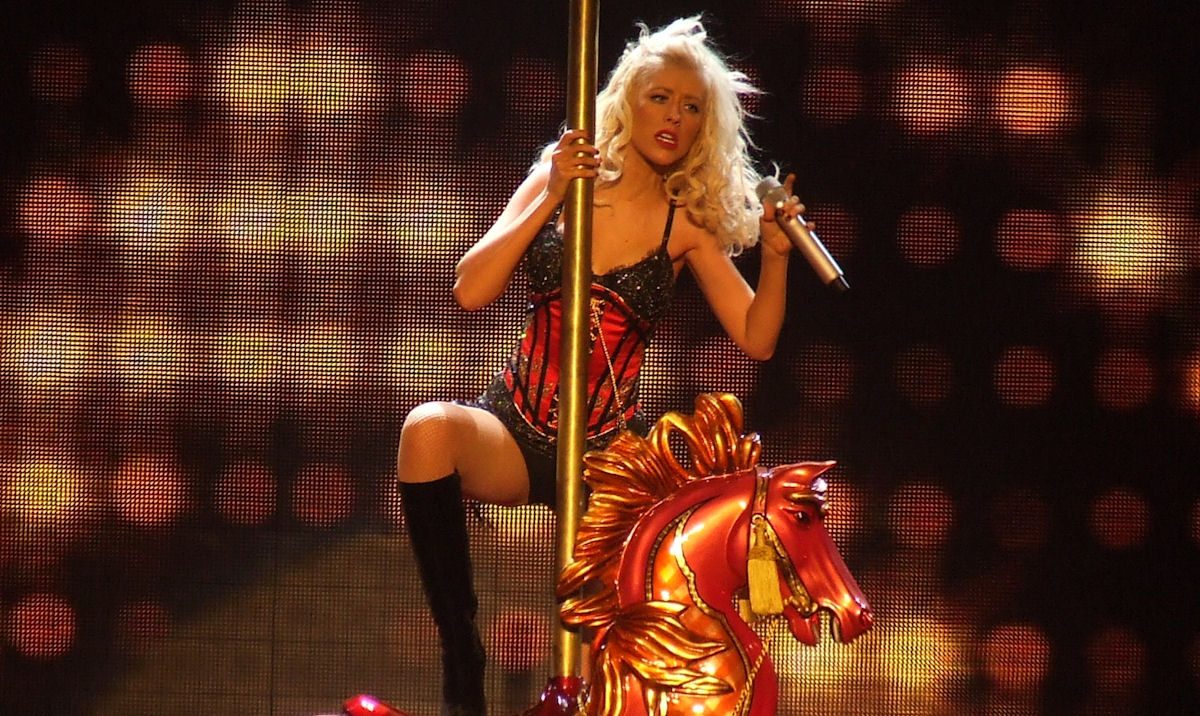
2007年3月，《天生歌姬》巡迴演唱會

克莉絲汀的第三張英語專輯《天生歌姬》在2006年8月15日推出。克莉絲汀說這張雙CD是「返回二、三十年代風潮、和四十年代的爵士樂、藍調和舒服的靈魂樂，但和現代交合。」唱片製作人包括DJ Premier、Kwamé、琳达·佩里和馬克·朗森，克莉絲汀自己亦有參與唱片的製作。專輯推出後即在美國和英國登上第一。
首支單曲"Ain't No Other Man"相當成功，推出後在美國得到第六，英國則有前三，且在滾石雜誌2006年最佳歌曲得到第18名。專輯第二支單曲"Hurt"在世界排名升上第四，且在美國告示牌得到第19名。專輯第三支單曲則是復古的"甜心寶貝"，此曲也令克莉絲汀獲第50屆葛萊美獎最佳流行女歌手的提名。
在宣傳專輯《天生歌姬》的另一方面，克莉絲汀和吹牛老爹（P. Diddy）合唱了一曲"Tell Me"，收錄於吹牛老爹2006年10月發行的專輯《Press Play》中。
2006年9月克莉絲汀宣佈舉行《天生歌姬巡迴演唱會》，在歐洲演唱18天，預訂11月17日到12月17日。這也使得她之前決定舉行的Jazz Tour被迫取消了。她之後宣佈會在北美舉行共41天的演唱會。第一站於2007年2月20日在休士頓開場，尾站是5月5日在佛羅里達州的演出。最終歷時四個月的《天生歌姬巡迴演唱會》共演出了80場，在全球售出300萬張門票，其中55場的票房總成績更位列2007上半年世界巡演票房榜的亞軍。克莉絲汀在全球富婆榜的排名上升到第19位。
在2007年的第49屆葛萊美獎中，克莉絲汀憑藉"Ain't No Other Man"第二度贏得最佳流行女歌手。而當晚頒獎典禮上的表演可謂是克莉絲汀出道以來最震撼的一次，應葛萊美官方要求，克莉絲汀演唱了向已故靈魂歌王詹姆士·布朗致敬的《It's a Man's Man's Man's World》，沒有花俏的燈光或舞台設計，克莉絲汀使出渾身的力氣，像那位叫囂了一輩子的歌王一樣奮力咆哮、尖叫。表演過後，全場觀眾和各界名流紛紛起立鼓掌，這次精彩的表演被列入葛萊美獎前三名的史冊。
2008年，克莉絲汀入選《滾石》雜誌“史上100名最偉大歌手”，名列第58名，是唯一一个20世纪90年代末崛起的流行女歌手，在所有女歌手中名列第13位，同時也是榜單中唯一低於30歲的歌手。
同年11月7日，克莉絲汀發行了第一張精選專輯《精靈神話-精選+新曲》，變身生化歌姬。精選輯的新單曲"Keeps Gettin' Better"走的是電子風，在毫無宣傳、只憑一次表演的情况下，這首歌登上了告示牌100大單曲榜的第7位，是克莉絲汀在美國告示牌單曲榜最好的空降成績。
2008年底到2009年，外界把改變形象後的克莉絲汀和當時剛出道的Lady Gaga進行比較，然而克莉絲汀並沒有為事件作出回應，當時也甚少公開露面，是次的爭議反而讓還是新人的Lady Gaga受到注目。

### 2010年—2011年：《超·未·來》與《舞孃俱樂部》
2010年6月8日，第四張錄音室專輯《超·未·來》發行，首波主打單曲為"Not Myself Tonight"，歌曲一開始就受到大眾的熱烈關注，登上了美國告示牌舞曲榜的第一名。專輯發行後，克莉絲汀受到婚變的打擊而未能作好宣傳工作，新形象又受到各界抨擊，專輯雖然登上美國告示牌200大專輯榜的第三名和英國的第一名，但是卻成為英國八年來賣得最差的冠軍專輯，全球銷量約為600,000張，成為了克莉絲汀銷量最差的錄音室專輯。這段時間，不少報章每天也刊登克莉絲汀的壞消息和不實報導，讓她的事業進入低谷，也流失了大量歌迷。

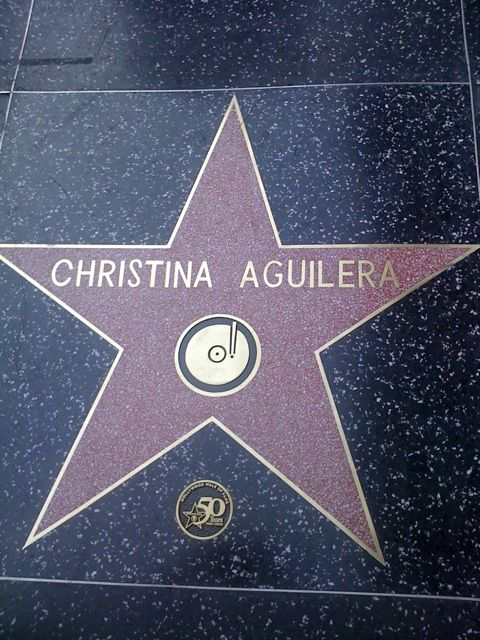
克莉絲汀於星光大道上的星星

不過專輯的失利沒讓克莉絲汀的地位受到影響，2010年11月15日，克莉絲汀在好萊塢星光大道擁有了一顆屬於自己的星星，這是星光大道上的第2432顆星，更是所有明星夢寐以求的榮譽，證明了她的天后地位和成就。
2010年11月24日，克莉絲汀首次主演的歌舞劇電影《舞孃俱樂部》在美國上映，同劇演員還有復出的歌影巨星雪兒，得到不少好評，電影和原聲帶在世界各地都取得榜首位置並且引起熱潮。更入圍了金球獎「最佳音樂喜劇類影片」與「最佳原創歌曲」等三項大獎，其中克莉絲汀也以自己創作的《Bound To You》入圍金球獎最佳原創歌曲獎，不但挽回了她失去的人氣，還重回公眾注目的焦點。電影在各地持續上映，而電影原聲帶的全球銷量已超越600,000張，電影總票房更已超越90,000,000美金，是近年歌舞類電影的最高票房之一。
2011年2月7日，克莉絲汀出席美國收視率最高的年度冠軍賽超級盃（Super Bowl）上演唱美國國歌，她把國歌裡的一句歌詞唱錯，雖然克莉絲汀把國歌唱完才下台，但這件事引起了軒然大波，各界人士對克莉絲汀的評價褒貶不一，即使後來克莉絲汀發表道歉聲明，仍然沒有得到廣泛認同，甚至認為她在蔑視美國。  
接著，克莉絲汀仍然決定參與第53屆葛萊美獎頒獎禮的開幕表演，和珍妮佛·哈德森、Martina McBride、芙蘿倫絲·威爾希一起向靈魂天后艾瑞莎·弗蘭克林致敬。克莉絲汀成為當中第一位演唱者，她翻唱的歌曲是《Ain't No Way》，雖然之前受到來自各方面的壓力，但並沒有影響克莉絲汀的表演，獲得了全場最高的掌聲和歡呼聲。不過表演結束後，克莉絲汀不小心滑了一下差點摔倒，使她再次被輿論。
同年克莉絲汀獲邀擔任美國電視台NBC歌唱節目《美國好聲音》（The Voice）的評審。

### 2011年—2012年：《美國好聲音》第一季~第三季與《維納斯之蓮》
克莉絲汀於2012年4月以單季七百五十萬美元的酬勞接下《The Voice》教練一職。《The Voice》是歌唱比賽真人秀，賽制新穎，評審們不能觀看參賽者的樣貌，只能以聲音決定他們能否留在比賽中，而且評審需和參賽者組成隊伍，並成為他們的歌唱教練，再逐一淘汰。最終冠軍則由美國人投票選出，而勝出隊伍的教練也可獲得最佳教練頭銜。此外，《The Voice》亦以巨星評審來制造節目賣點及增加收視，和克莉絲汀一起擔任評審和教練的還有希洛·格林、Maroon 5的主唱亞當·李維以及布雷克·謝爾頓。
《The Voice》第一季於2011年4月16日首播，節目播出後便受到大眾歡迎，成為當晚收視人數最高的電視節目。之後更成為美國最受歡迎的電視節目，平均每集收視人數若為1200萬。
《The Voice》第二季於2012年2月5日首播，克莉絲汀以單季一千萬美元續約教練，並創下美國史上真人秀最高酬勞記錄。
《The Voice》第三季於2012年9月10日首播，克莉絲汀再度以單季一千萬美元的價碼續約。
早在2011年底至2012年初，就不斷有消息傳出克莉絲汀將要釋出一首名為「Love Your Body」的歌曲，發行日期一度被傳為1月至2月，但是官方在當時並未對此表態。直到4月時，克莉絲汀才終於在一次媒體訪問中透露目前正在灌錄下一張即將發行的新專輯。
2012年8月，克莉絲汀在社交網站Twitter發佈了一張其拍攝新MV的照片，並且正式公佈這首單曲的名字為《Your Body》。
2012年9月，克莉絲汀在另一個電台訪問中公佈即將於年底發行的新專輯名稱：《Lotus》（維納斯之蓮），取蓮花出淤泥而不染，能在逆境中成長茁壯，“Unbreakableflower”為其專輯意境，同時克莉絲汀表示Lotus將是「重生」（Rebirth）之作。縱使在新單曲"Your Body"正式發行之前Demo就在網路上被泄漏出來，發行之後單曲還是成功在iTunes單曲即時榜前十名中卡位。

### 2013年—2018年：從《美國好聲音》第五季到《解放》
因新專輯《維納斯之蓮》需要宣傳的緣故，克莉絲汀暫停一季在「The Voice」節目第四季的評審職位，由美國流行樂壇知名唱跳歌手亞瑟小子和另一樂壇天后夏奇拉頂替其和另一名評審希洛·格林的位子。克莉絲汀和希洛·格林已確定於第五季回歸，謠傳克莉絲汀的簽約金將高達一千七百萬美金，僅與瑪麗亞·凱莉締造的實境秀最高簽約金紀錄一千八百萬美金相差一百萬美金。後來，專輯《維納斯之蓮》發行之後，其實並沒有做強大有力的宣傳，和原本暫退美國之聲評審的理由有些許出入，但這並不影響克莉絲汀應有的發片水準，她的首支單曲"Let There Be Love"在美國告示牌舞曲榜成為冠軍單曲，第二支單曲"Just A Fool"僅以一場現場演出取得金唱片認證。
2014年，發行與A Great Big Word樂隊合作的歌曲《Say Something》，此單曲成為克麗絲汀線上下載銷售最高的單曲之一，更令她再度打入告示牌前五名，並在同年獲得時隔十數年的格萊美最佳流行合作獎項。
2018年中旬，克莉絲汀的《精靈神話-精選+新曲》、《超·未·來》和《維納斯之蓮》在美國本土認證金唱片，銷量均達50萬張；同時公布時隔六年首波主打單曲"Accelerate"，並宣布新專輯名稱為《Liberation》；單曲一釋出立即登上YouTube世界即時熱門影片第二位，不到一週衝破千萬點擊率。第二波主打"Fall In Line"與Demi Lovato合唱，發行不久便登上美國iTunes即時熱度破第一位，並於告示牌音樂獎合唱，被告示牌稱為當晚最佳表演之一。專輯發行後立即登上加拿大、西班牙、巴西、日本和台灣等48個國家iTunes線上銷售冠軍；也在美國和英國等國家位列第二。值得一提的是，美國著名雜誌滾石、紐約時報等紿予該專輯4星（80分）是為克莉絲汀職業生涯樂評最高分的一張專輯，在各大樂評綜合評價上也獲得72分，用戶好感也達9.1分（滿分10分） （页面存档备份，存于）。在專輯發行首週美國銷量達68,645張，成為該週銷量最高女歌手 （页面存档备份，存于） （页面存档备份，存于），亦帶來其職業生涯第七張Top 10專輯。
2018年下半年，舉行時隔十年的巡迴演唱會——《Liberation 北美巡迴演唱會》，門票在美國多個城市均售罄，票房開出紅盤。除此之外，"Fall In Line"、"Like I Do"更是令克莉絲汀再度入圍格萊美最佳流行合作等兩個奬項。

## 個人生活
2000年間，克莉絲汀被傳和MTV的VJ卡森·達利約會，雙方都否認緋聞。但這段關係成了阿姆的歌曲《The Real Slim Shady》的題材，歌曲中阿姆暗示她與卡森·達利以及林普巴茲提特的主音Fred Durst有性關係。克莉絲汀回應這是「嘔心」和「不實」。
克莉絲汀和布魯克林區出生的舞蹈員Jorge Santos約會了兩年，在2001年9月分手。
2004年1月號的《Zoo周刊》一篇文章報導克莉絲汀可能是雙性戀。那篇文章引用了克莉絲汀訪談時說的一句話：「我發現我看女人時比看男人時更有感覺。對不起，我喜歡試驗我的性向，如果是女孩的話，那就是這樣。」那篇文章同時報導了克莉絲汀很享受性濫交，「我試過性濫交，我喜歡性濫交。但不代表我是個能隨便與人上床的女人。」克莉絲汀自評。
2002年尾，克莉絲汀和唱片公司主管Jordan Bratman開始約會。他們在2005年2月宣佈訂婚，並於2005年11月19日在納帕縣結婚。2008年1月13日，於洛杉磯產下一子Max。
2010年10月，克莉絲汀宣布與Jordan Bratman離婚，孩子由雙方一起撫養。
而後克莉絲汀與電影《Burlesque》的工作人員Matthew Rutler開始約會。2014年2月藉由推特暗示與Matthew Rutler訂婚，2014年8月16日產下第二胎（女兒），取名為Summer Rain Rutler。

## 慈善工作

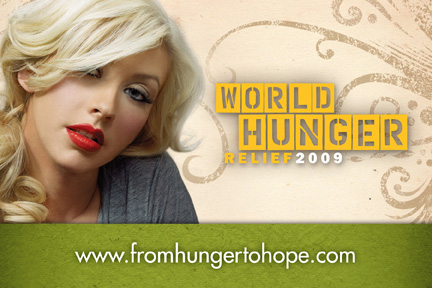
世界饑荒救濟活動全球代言人的宣傳廣告。

2009年克莉絲汀出任百勝國際餐飲集團、肯德基、必勝客和塔可鐘啟動世界饑荒救濟活動的全球代言人，以喚起人們對饑荒問題的重視。她曾說過：「身為一位母親，我無法接受每過6秒鐘，在這世界上的某一個角落，就有一名兒童死於饑荒的事實，而且我想為此做出一些努力。我希望透過我在世界饑荒救濟的公益廣告中的號召，能夠喚起人們對這一問題更加重視，使數百萬人擺脫饑荒，走向希望。」

## 音域
克莉絲汀是擁有4個八度音域的歌手。
MTV的特別節目All Eyes on Christina中John Norri說克莉絲汀有「高八度音的音域」，能掌握唱出海豚音的能力。娛樂周刊的一篇評論指她裸的其中一首歌曲Soar播放至3分20秒時「有海豚音的高音調」。

## 專輯

### 英語專輯
| - 《克莉絲汀·阿奎萊拉》 ("Christina Aguilera", 1999) - 《裸》 ("Stripped", 2002) - 《天生歌姬》 ("Back to Basics", 2006) - 《超·未·來》 ("Bionic", 2010) - 《維納斯之蓮》 ("Lotus", 2012) - 《解放》 ("Liberation", 2018) - 《拉丁情懷》 ("Mi Reflejo", 2000) - 《阿奎萊拉》 ("AGUILERA", 2022) - 《戀戀祝福》 ("My Kind of Christmas", 2000) - 《賈斯汀與克莉絲汀》 ("Justin & Christina", 2003) - 《精靈神話-精選+新曲》 ("Keeps Gettin' Better: A Decade of Hits", 2008) - 《舞孃俱樂部 電影原聲帶》 ("Burlesque OST", 2010) |

## 單曲
| 收錄專輯                    | 曲目名稱                                      | 各國榜單排名 | 各國榜單排名 | 各國榜單排名 | 各國榜單排名 | 各國榜單排名 | 各國榜單排名 | 各國榜單排名 | 各國榜單排名 | 各國榜單排名 | 各國榜單排名 | 各國榜單排名 | 各國榜單排名 | 各國榜單排名 | 各國榜單排名 | 各國榜單排名 | 各國榜單排名 |
| 收錄專輯                    | 曲目名稱                                      | U.S.         | U.S.D        | UK           | CAN          | AUS          | GER          | AUT          | SWI          | IRE          | NZ           | WW           | BRA          | JAP          | BEL          | HUN          | TW           |
| --------------------------- | --------------------------------------------- | ------------ | ------------ | ------------ | ------------ | ------------ | ------------ | ------------ | ------------ | ------------ | ------------ | ------------ | ------------ | ------------ | ------------ | ------------ | ------------ |
| Mulan                       | "Reflection"                                  |              | 15           |              |              |              |              |              |              |              |              |              |              |              |              |              |              |
| 克莉絲汀·阿奎萊拉           | "Genie In A Bottle"                           | 1            |              | 1            | 1            | 2            | 2            | 1            | 2            | 2            | 2            | 1            | 1            |              | 1            | 1            |              |
| 克莉絲汀·阿奎萊拉           | "What a Girl Wants"                           | 1            |              | 3            | 5            | 5            | 22           |              | 17           | 7            | 1            | 1            |              |              | 16           |              |              |
| 克莉絲汀·阿奎萊拉           | "I Turn to You"                               | 3            |              | 19           | 10           | 40           | 65           | 30           | 30           | 10           | 11           | 6            |              |              | 33           |              |              |
| 克莉絲汀·阿奎萊拉           | "Come On Over Baby (All I Want Is You)"       | 1            |              | 5            | 14           | 9            | 23           | 35           | 21           | 9            | 2            | 4            |              |              | 22           |              |              |
| Moulin Rouge!               | "Lady Marmalade"                              | 1            | 3            | 1            | 1            | 1            | 1            | 3            | 1            | 1            | 1            | 1            | 1            | 1            | 1            |              |              |
| 裸                          | "Dirrty" (featuring Redman)                   | 48           |              | 1            | 5            | 4            | 4            | 5            | 3            | 1            | 20           | 5            |              |              | 8            | 5            |              |
| 裸                          | "Beautiful"                                   | 2            | 1            | 1            | 1            | 1            | 4            | 5            | 1            | 1            | 1            | 1            | 1            | 1            | 1            | 6            |              |
| 裸                          | "Fighter"                                     | 20           |              | 3            | 3            | 5            | 13           | 12           | 11           | 4            | 14           | 3            |              |              |              | 8            |              |
| 裸                          | "Can't Hold Us Down" (featuring Lil' Kim)     | 12           |              | 6            | 4            | 5            | 5            | 9            | 13           | 11           | 2            | 2            | 3            |              | 5            | 4            |              |
| 裸                          | "The Voice Within"                            | 33           |              | 9            | 9            | 8            | 7            | 13           | 7            | 3            | 4            | 16           | 7            |              | 40           | 8            |              |
| 天生歌姬                    | "Ain't No Other Man"                          | 6            | 1            | 2            | 2            | 3            | 6            | 5            | 7            | 5            | 3            | 5            | 2            |              | 10           | 3            |              |
| 天生歌姬                    | "Hurt"                                        | 19           | 1            | 11           | 6            | 9            | 2            | 2            | 1            | 6            | —            | 4            |              |              | 5            | 5            |              |
| 天生歌姬                    | "Candyman"                                    | 25           | 18           | 17           | 9            | 2            | 12           | 14           | 11           | 12           | 2            |              |              | 13           | 3            |              |              |
| 天生歌姬                    | "Slow Down Baby"                              |              |              |              |              | 21           |              |              |              |              |              |              |              |              |              |              |              |
| 天生歌姬                    | "Oh Mother"                                   |              |              |              |              |              | 18           | 23           | 79           |              |              |              |              |              |              |              |              |
| 精靈神話-精選+新曲          | "Keeps Gettin' Better"                        | 7            | 7            | 14           | 4            | 26           | 14           | 14           | 21           | 14           | 36           |              | 17           |              |              |              |              |
| 超·未·來                    | "Not Myself Tonight"                          | 23           | 1            | 12           | 11           | 22           | 24           | 26           | 42           |              | 32           |              |              | 3            | 9            | 2            | 1            |
| 超·未·來                    | "Woohoo" (featuring Nicki Minaj)              | 79           |              | 148          | 46           | 79           |              | 10           |              |              |              |              |              |              |              |              |              |
| 超·未·來                    | "You Lost Me"                                 | 120          | 1            | 153          |              |              |              |              |              |              |              |              |              | 19           |              |              |              |
| 爱不释手                    | "Moves like Jagger" (featuring Maroon 5)      | 1            | 9            | 1            | 1            | 2            | 2            | 1            | 1            | 1            | 1            | 1            | 1            | 1            | 4            | 1            | 1            |
| 维纳斯之莲                  | "Your Body"                                   | 34           | 1            | 16           | 10           | 29           | 59           | 22           | 19           | 22           | 33           |              | 1            | 13           | 23           | 17           | 2            |
| 维纳斯之莲                  | "Just A Fool"                                 | 71           |              |              | 37           |              |              |              |              |              |              |              |              |              |              |              |              |
| Is There Anybody Out There? | "Say Something" (featuring A Great Big World) | 4            |              | 4            | 1            | 1            | 36           | 4            | 20           | 6            | 2            |              |              |              |              |              |              |
| Non-album singles           | "Change"                                      | 105          |              | 173          |              |              |              |              |              |              |              |              |              |              |              |              |              |
| Liberation                  | "Fall In Line" (featuring Demi Lavato)        | 101          |              | 99           | 97           |              |              |              | 86           |              |              |              |              |              |              | 17           |              |

## 演唱會
- 2000–2001年：克莉絲汀·阿奎萊拉美國巡迴演唱會（英语：Christina Aguilera in Concert）
- 2003年：Justified and Stripped 北美巡迴演唱會（英语：Justified and Stripped Tour）
- 2003年：裸全球巡迴演唱會（英语：The Stripped Tour）
- 2006–2008年：天生歌姬全球巡迴演唱會（英语：Back to Basics Tour）
- 2018年：解放巡迴演唱會（英语：Liberation Tour）
- 2019–2020年：The Xperience（英语：The Xperience）
- 2022年：EU / UK Summer Series（英语：EU / UK Summer Series）
- 2023–2024年：Christina Aguilera at Voltaire（英语：Christina Aguilera at Voltaire）

## 獎項

### 格莱美奖
- 2000年 葛萊美獎“最佳新人奖”（专辑《Christina Aguilera》）
- 2001年 拉丁葛萊美獎“最佳流行女声专辑奖”（专辑《Mi Reflejo》）
- 2002年 葛萊美獎“最佳流行合唱奖”（单曲《Lady Marmalade》）
- 2004年 葛萊美獎“最佳流行女歌手奖”（单曲《Beautiful》）
- 2007年 葛萊美獎“最佳流行女歌手奖”（单曲《Ain't No Other Man》）
- 2015年 葛萊美獎“最佳流行合唱獎”（單曲《Say Something》）
- 2022年 拉丁葛萊美獎“最佳傳統流行演唱專輯”（专辑《AGUILERA》）

## 演出作品
- 1999年：飛越比佛利 —自己
- 1999年：精靈的願望成真了（英语：Genie Gets Her Wish） —自己; 自傳式影帶 — #1 美國 — 白金唱片認證
- 2000年：週六夜現場 - 歌手嘉賓
- 2000年：My Reflection（英语：My Reflection） — ABC發行; #1 美國  — 金唱片認證
- 2003年：周末狂熱 - 歌手嘉賓
- 2004年：裸英國現場演唱會（英语：Stripped Live in the UK） — 完全收錄裸英國倫敦巡迴演唱片段 (sans "Make Over") , #3 美國 — 白金唱片認證
- 2004年：周末狂熱— 主持
- 2004年：鲨鱼黑帮— 水母（Jellyfish）
- 2006年：周末狂熱 - 歌手嘉賓
- 2007年：CSI犯罪現場: 紐約 - 待定[32]
- 2010年：舞孃俱樂部 — 愛麗絲·瑪麗蓮"愛麗"·羅斯 (Alice Marilyn "Ali" Rose)
- 2015年：歌喉讚2 —評審

## 廣告及代言
- Sears (2000年)
- Levis (2000年)
- Fetish Make-up/Perfume by Christina Aguilera (2000年)
- 可口可樂全球代言人 (2001年)
- 摩托羅拉電話 (2002年)
- NBA Love It Live (2003年)
- Versace 范思哲全球代言人 (2003年)
- Skechers 斯凱奇運動鞋國際形象代言人 (2003年)
- Skechers 斯凱奇運動鞋國際形象代言人 (2004年)
- MAC Viva Glam Lipstick MAC Viva 系列唇膏全球代言人 (2004年)
- Virgin Mobile Phones (2004年)
- Mercedes Benz A-Class 梅賽德斯-賓士 全球代言人 (2004年)
- Xpose Perfume by Christina Aguilera (2004年)
- Verizon V-Cast (2005年)
- ALDO 裝飾品 (2005年)
- Pepsi 百事可樂全球代言人 (2006年)
- Sony Ericsson & Orange Walkman 國際代言人(2006年)
- LG Chocolate LG手機全球代言人 (2006年)
- Shure Wireless Microphones (2006年)
- LR Health & Beauty Parfum (2006年)
- Procter & Gamble Prestige Products (2007年)
- 可口可樂 f. Michael Alexander (2007年6月)
- Christina Aguilera Perfume by Christina Aguilera（2007年10月）
- Stephen Webster 珠寶全球代言人 (2008年6月)
- Inspire Perfume by Christina Aguilera (2008年9月)
- Christina Aguilera by Night Perfume by Christina Aguilera (2009年9月)
- World Hunger Relief 百勝餐飲攜手世界飢荒救濟組織全球代言人 (2009年10月)
- Royal Desire Perfume by Christina Aguilera (2010年8月)
- C&A服裝全球代言人 (2011年)
- Sercet Potion Perfume by Christina Aguilera (2011年7月)
- Red Sin Perfume by Christina Aguilera (2012年)
- Unforgettable Perfume by Christina Aguilera (2013年)
- Woman Perfume by Christina Aguilera (2014年)
- Touch of Seduction Perfume by Christina Aguilera (2015年)
- Glam X Eau de Parfum Perfume by Christina Aguilera (2017年)
- Oreo cookies 奧利奧餅乾全球代言人 (2017年)

## 外部連結
- 官方美國網站
- 官方英國網站
- 官方歌迷會 （页面存档备份，存于）
- 官方“天生歌姬”巡迴演唱網站
- 官方MySpace （页面存档备份，存于）
- 克莉絲汀·阿奎萊拉在互联网电影资料库（IMDb）上的資料（英文）